# Pietro Tomasi della Torretta
Pietro Paolo Tomasi, XII principe di Lampedusa, XIII duca di Palma, barone della Torretta e di Montechiaro, noto semplicemente con il titolo di cortesia Pietro Tomasi, marchese della Torretta (Palermo, 7 aprile 1873 – Roma, 4 dicembre 1962), è stato un nobile, diplomatico e politico italiano, ultimo presidente del Senato del Regno d'Italia dal 1944 al 1946.

## Biografia
Proveniente da un'importante famiglia della nobiltà siciliana, si laureò in giurisprudenza all'Università di Palermo. Entrò poi giovanissimo nei ranghi della carriera diplomatica, che percorse rapidamente e con successo. Dal 31 marzo 1910 al 16 ottobre 1914 fu Capo di Gabinetto dell'allora ministro degli esteri, il marchese di San Giuliano; appena dopo la scomparsa di questi fu incaricato di recarsi a Monaco di Baviera, proprio nel periodo immediatamente precedente all'ingresso dell'Italia nella prima guerra mondiale, dove il 23 dicembre 1915 lo raggiunse la nomina a Inviato straordinario e Ministro plenipotenziario di 2ª classe.
A capo della delegazione commerciale italiana a Pietrogrado dal 18 novembre 1917, venne in seguito promosso ambasciatore nella stessa sede. Servì quindi, in qualità di addetto alla delegazione italiana, alla Conferenza di pace di Parigi (1919) e, dal 20 agosto dello stesso anno al 6 luglio 1921, passò a Vienna in qualità di ambasciatore presso il ricostituito Stato austriaco.
Il 26 aprile 1920, a Londra, sposò Alice Barbi (1º giugno 1858-4 settembre 1948), celebre liederista e cantante da camera, già vedova del barone Boris Wolff von Stomersee, la cui figlia, Alexandra sposò nel 1932 Giuseppe Tomasi di Lampedusa, nipote di Pietro.

### Carriera politica
Fu Ministro degli esteri nel governo Bonomi fra il 7 giugno 1921 e il 26 febbraio 1922, e fu nominato da Vittorio Emanuele III senatore del Regno il 19 luglio 1921, prestando giuramento il 30 luglio successivo (convalida della nomina). Tenne da ultimo l'ambasciata di Londra (10 novembre 1922-aprile 1927), dove il 31 dicembre 1923 lo raggiunse la nomina ad Ambasciatore di I grado.
Costretto nel 1927 alle dimissioni dal servizio diplomatico da Benito Mussolini, concluse la carriera diplomatica e si dedicò alla sua attività di senatore, trasferendo la sua residenza a Roma. Diplomatico di perfetta scuola nella forma e fine conoscitore del mondo slavo e dei problemi politici dell'Europa centro-orientale, esperto della lingua russa, nonché politico di grande riserbo ed equilibrio, poté valorizzare la sua personalità, rendendo al paese importanti servigi sia in campo diplomatico che politico.
Non volle mai aderire al Fascismo di cui fu fermo avversario e irriducibile oppositore in Senato. Per tale motivo, all'indomani della liberazione di Roma e del ritorno del Re e del Governo nella capitale, il 20 luglio 1944 fu nominato Presidente del Senato, carica dalla quale si dimise il 25 giugno 1946, in seguito ai risultati del referendum istituzionale e all'elezione dell'Assemblea Costituente: fu quindi l'ultimo presidente del Senato del Regno.
Dal settembre 1945 al giugno 1946 fu inoltre membro della Consulta nazionale.
Dal 1948 fece parte di diritto del primo Senato della Repubblica, secondo quanto disposto dalla III disposizione transitoria della Costituzione repubblicana.
In quanto zio del celebre scrittore, alla morte di quest'ultimo (avvenuta il 23 luglio 1957) Pietro gli successe nei titoli nobiliari dei Tomasi: 13º duca di Palma, 12º principe di Lampedusa, barone di Montechiaro, barone della Torretta e Grande di Spagna di 1ª classe (il titolo di marchese della Torretta è da ritenersi di cortesia).
Alla morte di Pietro, che non aveva figli, erano ancora in vita solo tre suoi cugini di primo grado: Giuseppe Garofalo Tomasi (Palermo 1885 – Genova 1968), figlio di Maria Antonia, parente maschio prossimo che per il diritto borbonico avrebbe ereditato i titoli, e le sorelle Giovanna e Maria Carolina, figlie di Chiara. Oggi è vivente il nipote di Giuseppe, Aurelio Di Rella Tomasi di Lampedusa (Genova 1941) avvocato in Genova, sposato con tre figli, che per il diritto borbonico sarebbe il titolare dei titoli.

## Ascendenza
|                                                    |                                      |                                              | Genitori                                       |  |  | Nonni |  |  | Bisnonni                                   |  |  | Trisnonni                                     |  |
|                                                    |                                      |                                              |                                                |  |  |       |  |  | Giuseppe Tomasi, VII principe di Lampedusa |  |  | Giulio Maria Tomasi, VI principe di Lampedusa |  |
|                                                    |                                      |                                              |                                                |  |  |       |  |  | Giuseppe Tomasi, VII principe di Lampedusa |  |  | Giulio Maria Tomasi, VI principe di Lampedusa |  |
|                                                    |                                      | Maria Caterina Colonna Romano                |                                                |  |  |       |  |  | Giuseppe Tomasi, VII principe di Lampedusa |  |  |                                               |  |
| Giulio Fabrizio Tomasi, VIII principe di Lampedusa |                                      |                                              |                                                |  |  |       |  |  | Giuseppe Tomasi, VII principe di Lampedusa |  |  |                                               |  |
|                                                    |                                      | Carolina Wochinger                           | Claudio Wochinger                              |  |  |       |  |  |                                            |  |  |                                               |  |
|                                                    |                                      | Carolina Wochinger                           | Claudio Wochinger                              |  |  |       |  |  |                                            |  |  |                                               |  |
|                                                    |                                      | Carolina Wochinger                           | Maria Antonia Greco                            |  |  |       |  |  |                                            |  |  |                                               |  |
| Giuseppe Maria Tomasi, IX principe di Lampedusa    |                                      | Carolina Wochinger                           |                                                |  |  |       |  |  |                                            |  |  |                                               |  |
|                                                    |                                      | Giovan Battista Guccia, marchese di Ganzeria | Giovanni Maria Maria Guccia                    |  |  |       |  |  |                                            |  |  |                                               |  |
|                                                    |                                      | Giovan Battista Guccia, marchese di Ganzeria | Giovanni Maria Maria Guccia                    |  |  |       |  |  |                                            |  |  |                                               |  |
|                                                    |                                      | Giovan Battista Guccia, marchese di Ganzeria | Rosalia Rosalia Bonomolo                       |  |  |       |  |  |                                            |  |  |                                               |  |
| Maria Stella Guccia                                |                                      | Giovan Battista Guccia, marchese di Ganzeria |                                                |  |  |       |  |  |                                            |  |  |                                               |  |
|                                                    |                                      | Concetta Vetrano                             | …                                              |  |  |       |  |  |                                            |  |  |                                               |  |
|                                                    |                                      | Concetta Vetrano                             | …                                              |  |  |       |  |  |                                            |  |  |                                               |  |
|                                                    |                                      | Concetta Vetrano                             | …                                              |  |  |       |  |  |                                            |  |  |                                               |  |
| Pietro Tomasi, marchese della Torretta             |                                      | Concetta Vetrano                             |                                                |  |  |       |  |  |                                            |  |  |                                               |  |
|                                                    | Pietro Papè, III principe di Valdina | Ignazio Papè, II principe di Valdina         |                                                |  |  |       |  |  |                                            |  |  |                                               |  |
|                                                    | Pietro Papè, III principe di Valdina | Ignazio Papè, II principe di Valdina         |                                                |  |  |       |  |  |                                            |  |  |                                               |  |
|                                                    | Pietro Papè, III principe di Valdina | Francesca Beccadelli di Bologna              |                                                |  |  |       |  |  |                                            |  |  |                                               |  |
| Salvatore Papè, IV principe di Valdina             | Pietro Papè, III principe di Valdina |                                              |                                                |  |  |       |  |  |                                            |  |  |                                               |  |
|                                                    |                                      | Ippolita Gravina                             | Michele Maria Gravina, IV principe di Comitini |  |  |       |  |  |                                            |  |  |                                               |  |
|                                                    |                                      | Ippolita Gravina                             | Michele Maria Gravina, IV principe di Comitini |  |  |       |  |  |                                            |  |  |                                               |  |
|                                                    |                                      | Ippolita Gravina                             | Marianna Massa                                 |  |  |       |  |  |                                            |  |  |                                               |  |
| Stefania Papè                                      |                                      | Ippolita Gravina                             |                                                |  |  |       |  |  |                                            |  |  |                                               |  |
|                                                    |                                      | Francesco Vanni, III duca di Archirafi       | Ignazio Gaetano Vanni, II duca di Archirafi    |  |  |       |  |  |                                            |  |  |                                               |  |
|                                                    |                                      | Francesco Vanni, III duca di Archirafi       | Ignazio Gaetano Vanni, II duca di Archirafi    |  |  |       |  |  |                                            |  |  |                                               |  |
|                                                    |                                      | Francesco Vanni, III duca di Archirafi       | Desiata Dorotea Inveges                        |  |  |       |  |  |                                            |  |  |                                               |  |
| Vittoria Vanni                                     |                                      | Francesco Vanni, III duca di Archirafi       |                                                |  |  |       |  |  |                                            |  |  |                                               |  |
|                                                    |                                      | Rosalia Filangieri                           | Bernardo Filangieri, V principe di Mirto       |  |  |       |  |  |                                            |  |  |                                               |  |
|                                                    |                                      | Rosalia Filangieri                           | Bernardo Filangieri, V principe di Mirto       |  |  |       |  |  |                                            |  |  |                                               |  |
|                                                    |                                      | Rosalia Filangieri                           | Vittoria Alliata                               |  |  |       |  |  |                                            |  |  |                                               |  |
|                                                    |                                      | Rosalia Filangieri                           |                                                |  |  |       |  |  |                                            |  |  |                                               |  |